# تپه کوزه‌گران
تپه کوزه‌گران مربوط به هزاره دوم پیش از میلاد و دوره تاریخی است و در شهرستان قوچان واقع شده و این اثر در تاریخ ۸ دی ۱۳۹۰ با شمارهٔ ثبت ۳۰۴۷۱ به‌عنوان یکی از آثار ملی ایران به ثبت رسیده است.